# SN 2003E
SN 2003E – supernowa typu II odkryta 5 stycznia 2003 roku w galaktyce M-04-12-04. W momencie odkrycia miała maksymalną jasność 17,00m.